# Gabriel de Kergariou
Gabriel de Kergariou es un deportista francés que compitió en vela en la clase 470. Ganó una medalla de oro en el Campeonato Europeo de 470 de 1966.

## Palmarés internacional
| Campeonato Europeo | Campeonato Europeo         | Campeonato Europeo | Campeonato Europeo |
| Año                | Lugar                      | Medalla            | Clase              |
| ------------------ | -------------------------- | ------------------ | ------------------ |
| 1966               | Boulogne-sur-Mer (Francia) | Medalla de oro     | 470                |